# Anita albonubila
Anita albonubila är en fjärilsart som beskrevs av Paul Dognin 1914. Anita albonubila ingår i släktet Anita och familjen tandspinnare. Inga underarter finns listade i Catalogue of Life.